# Dioscorea arcuatinervis
Dioscorea arcuatinervis là một loài thực vật có hoa trong họ Dioscoreaceae. Loài này được Hochr. mô tả khoa học đầu tiên năm 1908.